# Борисов, Андрей Иванович
Андрей Иванович Борисов (1798 год — 30 сентября 1854 года) — отставной подпоручик, декабрист.

## Семья
Родился в дворянской семье. Отец — отставной майор Черноморского флота Иван Андреевич Борисов, мать — Прасковья Емельяновна Дмитриева. Младший брат Борисов, Пётр Иванович.
Получил домашнее образование у отца. Математике и артиллерии обучался у декабриста А. К. Берстеля. Увлекался естествознанием и философией, изучал труды философов Вольтера, Гельвеция, Гольбаха и других.

## Военная служба
Вместе с братом поступил на службу юнкером в 26 артиллерийскую бригаду 10 июня 1816 года. С 18 июня 1820 года в звании прапорщик. 6 июля 1820 года переведён в 8 артиллерийскую бригаду. 24 декабря 1823 года уволен со службы в звании подпоручик по семейным обстоятельствам.
Вместе с братом был посвящён в масонство Жаном Батистом Виолье, основателем ложи «Эвксинского понта» в Одессе и членом одесской «шотландской» (высших степеней) ложи «Трёх царств природы» (Друзей природы).

## Декабрист
В 1818 году основал вместе с братом Общество первого согласия, вскоре преобразованное в Общество друзей природы. Вместе с братом П. И. Борисовым и Ю. К. Люблинским основатель Общества соединенных славян (1823 год).
Арестован 14 января 1826 года. Отпущен после допроса и суток ареста. Арестован в селе Буймир Лебединского уезда по приказу от 9 февраля 1826 года. Доставлен в Курск. 10 апреля 1826 года доставлен в Санкт-Петербург на главную гауптвахту. Заключён в Петропавловскую крепость 12 апреля 1826 года.

## Каторга
Осуждён по I разряду 10 июля 1826 года. Приговорён к вечным каторжным работам. 23 июля 1826 года вместе с братом отправлены закованными в Сибирь. 22 августа 1826 года срок каторги сокращён до 20 лет.
Прибыли в Иркутск 29 августа 1826 года, оттуда отправлены в Александровский винокуренный завод. 6 октября 1826 года вернулись в Иркутск. 8 октября братьев отправили в Благодатский рудник. Из Благодатского рудника переведёны в Читинский острог. Прибыли в Читу 29 сентября 1827 года. Переведёны в Петровский завод в сентябре 1830 года. 8 ноября 1832 года срок каторги сокращён до 15 лет. 14 декабря 1835 года срок каторги сокращён до 13 лет.
В Петровском Заводе вместе братья вели регулярные метеорологические наблюдения, которые впоследствии позволили определить средние ежемесячные температуры для Сибири.

## Ссылка
По окончании срока каторги по указу от 10 июля 1839 года братьев отправили в ссылку в село Подлопатки Верхнеудинского округа Иркутской губернии (в настоящее время село Подлопатки, Мухоршибирский район Бурятии). На каторге и поселении вёл научные природоведческие наблюдения, собирал гербарий. Несмотря на психическое заболевание, помогал брату оформлять коллекции, занимался картонажным и переплётным делом.
По Указу от 21 марта 1841 года братьев перевели в деревню Малая Разводная. 30 сентября 1854 года скоропостижно скончался брат Пётр. Андрей Иванович покончил жизнь самоубийством после смерти брата.
Похоронен в деревне Большая Разводная, могила не сохранилась.

## Документы
- Следственное дело А. И. Борисова 1-го.//«Восстание декабристов», Т. V, С. 78-100, pdf
- Письма братьев Борисовых, 1839—1847 гг.// Памятники культуры. Новые открытия. Письменность. Искусство. Археология. Ежегодник. 1998. М., 1999
- Письма братьев Борисовых. 1838—1841 гг.// Декабристы о Бурятии. Улан-Удэ, 1975. C. 178—196